# Березнов, Владимир Георгиевич
Владимир Георгиевич Березнов (28 сентября 1960) — советский и российский футболист, выступавший на позиции нападающего и полузащитника, футбольный функционер. Известен по выступлениям за омский «Иртыш», за который сыграл более 400 матчей. Также сыграл 9 матчей в высшей лиге СССР в составе «Факела».

## Биография
Воспитанник футбольной школы братской «Энергии», в этом же клубе в 1978 году начал взрослую карьеру. В 1979 году перешёл в омский «Иртыш», также выступавший во второй лиге. В 1981 году вместе с командой стал обладателем Кубка РСФСР среди команд второй лиги, а в 1983 году стал победителем зонального турнира второй лиги и вышел в первую.
В 1985 году вместе с товарищем по «Иртышу» Владимиром Арайсом перешёл в воронежский «Факел», выступавший в высшей лиге. Дебютный матч за команду сыграл 3 марта 1985 года против ленинградского «Зенита». В отличие от Арайса, остался в команде на весь сезон, но выходил на поле нечасто и сыграл всего девять матчей в высшей лиге. По окончании сезона вернулся в Омск.
В дальнейшем до 1994 года выступал за «Иртыш». Всего в составе клуба провёл 15 сезонов, сыграл 424 матча (по другим данным — 425) и забил 53 гола. Занимает второе место в истории клуба по числу проведённых матчей, уступая только Владимиру Арайсу (481). В игре отличался огромной самоотдачей и выносливостью, настроем на соперника. Носил прозвище «Марадона».
В 1990-е годы работал начальником, президентом, генеральным директором «Иртыша», параллельно играл в чемпионате города за омский «Авангард». В середине 2000-х годов отошёл от футбольной деятельности и переехал в Москву.